# ناحیه چاندلرویل، شهرستان کاس، ایلینوی
ناحیه چاندلرویل، شهرستان کاس، ایلینوی (به انگلیسی: Chandlerville Township) یک منطقهٔ مسکونی در ایالات متحده آمریکا است که در شهرستان کاس، ایلینوی واقع شده‌است. ناحیه چاندلرویل ۵۱۵ نفر جمعیت دارد و ۱۴۶ متر بالاتر از سطح دریا واقع شده‌است.